# Małgorzata Braunek

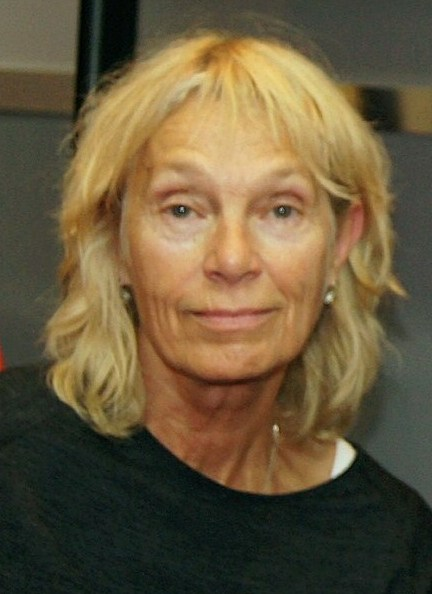
Małgorzata Braunek (2012)

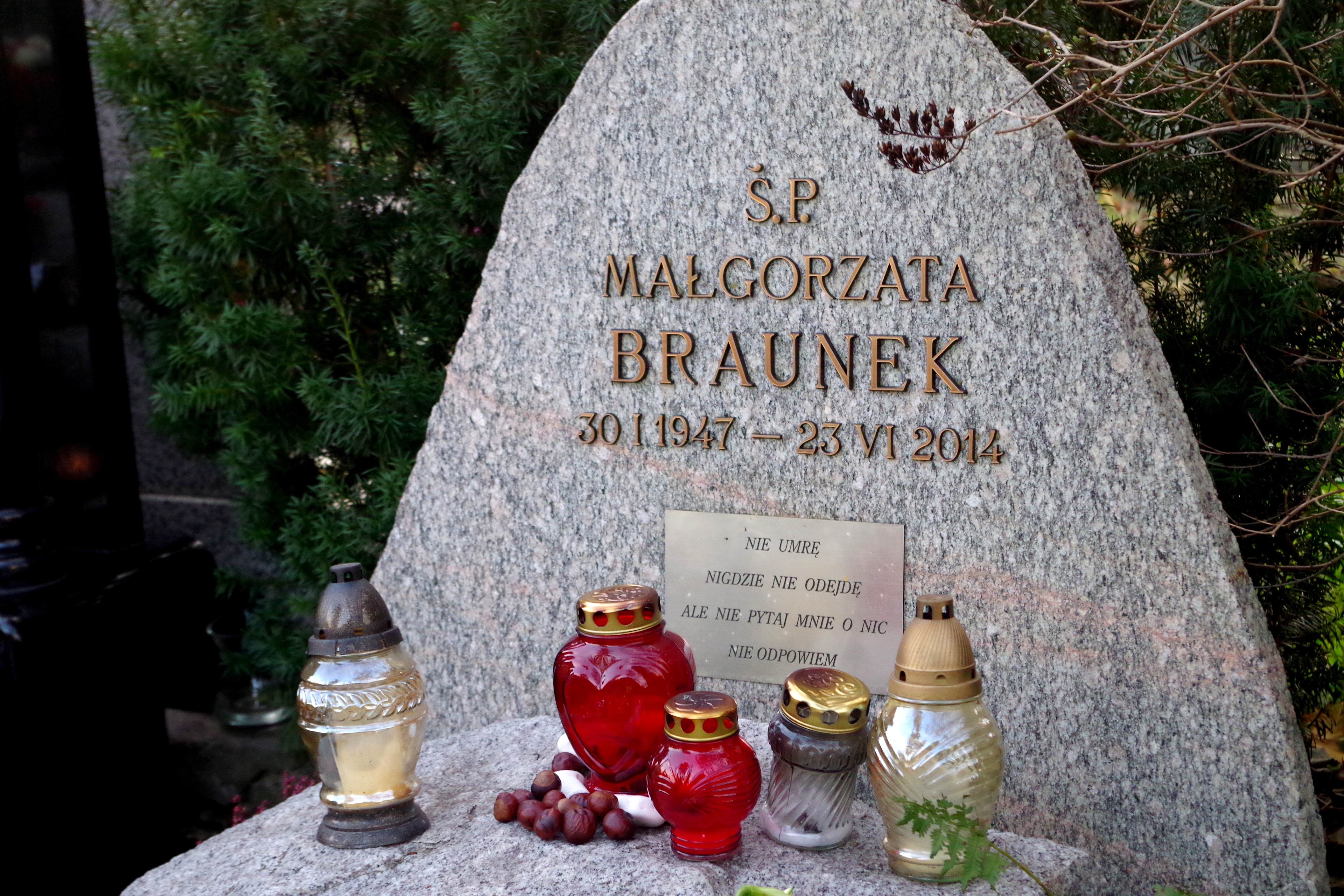
Das Grab der Schauspielerin auf dem Evangelisch-Augsburgischen Friedhof in Warschau

Małgorzata Braunek (* 30. Januar 1947 in Szamotuły; † 23. Juni 2014 in Warschau) war eine polnische Schauspielerin.

## Leben
Małgorzata Braunek studierte Schauspiel an der Staatlichen Schauspielschule PWST in Warschau. Ihr Filmdebüt gab sie noch als Studentin 1967. Sie studierte bis 1969, schloss das Studium wegen des Beginns einer Filmkarriere aber nicht ab. Zu diesem Zeitpunkt hatte sie bereits in sieben Spielfilmen unter anderem Hauptrollen gespielt und zählte zu den populärsten jungen Schauspielerinnen dieser Zeit. Am Theater war sie nur kurz. Von 1971 bis 1974 gehörte sie zum Ensemble des polnischen Nationaltheaters Teatr Narodowy, wo sie aber nur in zwei Inszenierungen des damaligen Intendanten Adam Hanuszkiewicz mitwirkte. In dieser Zeit war sie mit dem Filmregisseur Andrzej Żuławski verheiratet und wurde 1971 Mutter eines Sohnes. Der Sohn Xawery Żuławski ist heute wie sein Vater Filmregisseur. Für ihre Rolle in dem 2004 veröffentlichten Film Tulipany wurde Małgorzata Braunek mit dem Polnischen Filmpreis und dem Polnischen Filmfestival Gdynia als Beste Nebendarstellerin ausgezeichnet.
Ende der 1970er Jahre wurde Małgorzata Braunek Zen-Buddhistin und zog sich 1980 aus dem Filmgeschäft zurück. Erst Ende der 1990er Jahre kehrte sie für kleinere Rollen wieder zum Schauspielerberuf zurück. Ab 1994 leitete Braunek die polnische Sektion der buddhistischen Gesellschaft Kandzeon. Die Vegetarierin engagierte sich außerdem für den Tierschutz in Polen und setzte sich für die Einhaltung der Menschenrechte in der Volksrepublik China ein.
Sie war in ihrem Leben dreimal verheiratet. Zunächst mit dem Schauspieler Janusz Guttner, im Anschluss mit dem Regisseur Andrzej Żuławski, von dem sie sich 1976 scheiden ließ. Mit ihrem dritten Mann, dem Schriftsteller und Journalisten Andrzej Krajewski, lebte sie bis zu ihrem Tod zusammen. Małgorzata Braunek erlag im Juni 2014 im Alter von 67 Jahren den Folgen einer Krebserkrankung. Ihre Beerdigung erfolgte in buddhistischem Geist. Ihre letzte Ruhe fand sie im Grab ihrer Mutter auf dem Evangelisch-Augsburgischen Friedhof in Warschau.

## Filmographie (Auswahl)
- 1967: Das Leben des Matthäus (Żywot Mateusza) – Regie: Witold Leszczyński (mit Franciszek Pieczka)
- 1968: Gra – Regie: Jerzy Kawalerowicz
- 1969: Wanderdünen (Ruchome piaski) – Regie: Władysław Ślesicki (mit Marek Walczewski)
- 1969: Skok – Regie: Kazimierz Kutz
- 1969: Fliegenjagd (Polowanie na muchy) – Regie: Andrzej Wajda
- 1970: Landschaft nach der Schlacht (Krajobraz po bitwie) – Regie: Andrzej Wajda
- 1970: Lokis – Regie: Janusz Majewski
- 1971: Ein Drittel der Nacht (Trzecia część nocy) – Regie: Andrzej Żuławski
- 1972: Der Teufel (Diabel) – Regie: Andrzej Żuławski
- 1974: Sintflut (Potop) – Regie: Jerzy Hoffman
- 1978: Jörg Ratgeb, Maler – Regie: Bernhard Stephan
- 1978: Lalka (Fernseh-Mehrteiler) – Regie: Ryszard Ber
- 2004: Tulipany

## Auszeichnungen
- 2004: Polnisches Filmfestival Gdynia – Beste Nebendarstellerin (in dem Film Tulipany)
- 2006: Polnischer Filmpreis – Beste Nebendarstellerin (in dem Film Tulipany)